# ジョージマン北
ジョージマン 北（ジョージマン きた、1965年12月23日 - ）は、日本のものまねタレント。野球選手城島健司公認。本名、苫田 晋司（とまだ しんじ）。
兵庫県姫路市出身。東洋大学附属姫路高等学校卒業。血液型はB型。

## 略歴
- ゆーとぴあの帆足新一（ピース）を師匠に持ち、1992年より「Wコミック」の北しんじ、後に「リングサイド」のきたしんじとして活動していた。リングサイド解散後、現在の芸名に改名し、ピン芸人として活動している。

## 人物
- スポーツマンとしての顔もあり、福岡県嘉麻市に本拠を置く社会人野球のクラブチーム「嘉麻市バーニングヒーローズ」に入団した後、現在、千葉県市原市を拠点とする社会人硬式クラブチーム・サウザンリーフ市原にトライアウトで合格して、所属選手となっている。
- 群馬ダイヤモンドペガサス、マスターズリーグ、アスリートカップなど元プロ野球選手のイベントなどでバッティングキャッチャー、ブルペンキャッチャーなどをやり、最近では、現役選手、元プロ野球選手などの野球教室などに参加している。
- 昭和55年会の神戸復興15周年イベントで現役選手との硬式試合に出場し、3番DHで参加している。また、ヤフードームで行われたイベントでの試合にキャッチャーでフル出場。高木豊監督が城島健司をサードにさせて、ピッチャー寺原隼人とバッテリー組ませて、無失点に抑えた事を飲み屋で自慢している。
- たけし軍団の草野球チームにも所属していた事もあった。
- 過去にプロのシュートボクサーとしても活動しボディビルコンテストへの出場経験もある。
- 福岡ソフトバンクホークスファンであるが、幼少の頃は阪神タイガースファンであった。
- ロッテ・オリオンズの元選手で北海道日本ハムファイターズの二軍監督でもあった水上善雄が主宰する水上野球塾で、元ロッテ・オリオンズの倉持明、元千葉ロッテマリーンズの堀幸一らとhitベースボールで支援コーチとして活動している。
- 社会人硬式野球サウザンリーフ市原で変形性膝関節症を発症。リハビリの為にジャイアンツ球場の激坂を毎日走り始め強化。たまたま書店でトレイルランニングの専門誌RUN＋トレイルの日本山岳耐久レースのスタートシーンを見てトレイルランニングの世界に入る。 ふれあいの道のレースで総合7位、年代別1位。房総横断トレイル年代別2位。名栗トレイルショート年代別1位。飯能アルプス年代別3位。FT50年代別4位。
- 東京から宮崎までのランニングを開始。五年連続で完走。

第1回
1474,89km（27日間）
1日平均54,62km
第2回
1408,22km（19日間）
1日平均74,11km
第3回
1753,44km（27日間）
日平均64,94km
第4回
1665,79km（24日間）
1日平均69,40km
第5回
2401,87km（32日間）
1日平均72,78km
総累積標高（d±）35392m
第6回
638,49km（8日間）
1日平均79,81km
緊急事態宣言のために東京→姫路で中断
10年続けて達成させる計画中。来年は、3000km予定。

## 城島健司のものまね
- 城島健司の物真似を自らのメインのネタにしており、「城島のそっくりさん」としての仕事が多い。その風貌は城島の母親に間違えられたり、城島本人と勘違いされファンにサインを求められたことがあるほどで、城島本人はもとより、かつて城島が所属していた福岡ソフトバンクホークスからも公認されており、スポーツ新聞各紙にも事あるごとに登場している。
- 城島が長らくホークスに所属していた為、福岡のメディアに呼ばれることも多い。福岡の番組で「アメリカから城島選手が駆け付けてくれました!」と紹介された時に、出てくるのは余程の事でもない限り大概北である。
- 「ジョージマン北」の名付け親は、近鉄&パリーグ党作家の佐野正幸である。
- 城島以外にも200名近くのプロ野球選手のモノマネのレパートリーを有する。

## ものまねレパートリー（野球選手）

### セントラル・リーグ

#### 読売ジャイアンツ
- クルーン
- マイケル中村
- 阿部慎之助
- 木村拓也
- 小笠原道大
- ラミレス
- 谷佳知
- 亀井義行
- 高橋由伸
- 大道典嘉
- 吉武真太郎打撃投手

#### 中日ドラゴンズ
- 高代延博コーチ
- 荒木雅博
- 井端弘和
- 森野将彦
- 和田一浩
- 英智

#### 東京ヤクルトスワローズ
- 高田繁監督
- 飯原誉士
- 青木宣親
- 吉川昌宏
- 佐藤賢
- 相川亮二

#### 阪神タイガース
- 久保康友
- 藤川球児
- アッチソン
- 城島健司
- 矢野燿大
- 浅井良
- 関本賢太郎
- 鳥谷敬
- 新井貴浩
- 高橋光信
- 金本知憲
- 平野恵一
- 赤星憲広
- 葛城育郎
- 桧山進次郎

#### 広島東洋カープ
- 高信二コーチ
- 栗原健太
- 前田智徳
- 赤松真人
- 石井琢朗

#### 横浜DeNAベイスターズ
- 尾花高夫監督
- 内川聖一
- 金城龍彦
- 野中信吾
- 小林太志
- 吉村裕基
- 大西宏明
- 石川雄洋
- 野口寿浩
- 村田修一
- 佐伯貴弘

### パシフィック・リーグ

#### 北海道日本ハムファイターズ
- 梨田昌孝監督
- ダルビッシュ有
- 森本稀哲
- 稲葉篤紀
- 二岡智宏

#### 東北楽天ゴールデンイーグルス
- ブラウン監督
- 岩隈久志
- 中村紀洋
- セギノール
- リック
- 鉄平

#### 福岡ソフトバンクホークス
- 川村隆史コーチ
- 小久保裕紀
- 松中信彦
- 斉藤和巳
- 本多雄一
- 川﨑宗則
- 松田宣浩
- 髙谷裕亮
- 荒川雄太
- 仲澤忠厚
- 荒金久雄

#### 埼玉西武ライオンズ
- 岸孝之
- 岩﨑哲也
- 細川亨
- 中島裕之
- 後藤武敏
- 片岡易之
- 中村剛也
- 栗山巧
- 佐藤友亮
- G.G.佐藤

#### 千葉ロッテマリーンズ
- 井上祐二コーチ
- 諸積兼司コーチ
- 渡辺俊介
- シコースキー
- 里崎智也
- 西岡剛
- 今江敏晃
- 福浦和也
- 渡辺正人
- サブロー
- 大松尚逸
- 大塚明
- 竹原直隆
- 早川大輔

#### オリックス・バファローズ
- 岡田彰布監督
- 北川博敏
- カブレラ
- ローズ
- 平野佳寿
- 日高剛
- 濱中治
- 一輝
- 小瀬浩之
- 坂口智隆
- 塩崎真
- 大村直之

### その他

#### メジャーリーガー
- イチロー
- イバニェス
- 松坂大輔
- ユーキリス
- バティスタ
- 上原浩治
- ズレータ
- バレンタイン
- ベニー

#### プロ野球OB
- 王貞治
- 野村克也
- 稲尾和久
- 張本勲
- 村田兆治
- 柴田勲
- 土井正三
- 掛布雅之
- 小林繁
- 板東英二
- 山田久志
- 坊西浩嗣
- 野茂英雄
- 藤原満
- 川藤幸三
- 中西太
- 仰木彬
- 大石大二郎
- 小宮山悟
- 種田仁
- 立浪和義
- 本間満
- 西俊児

## 出演

### バラエティ
- とんねるずのみなさんのおかげでした「博士と助手〜細かすぎて伝わらないモノマネ選手権〜」（フジテレビ）（審査員の大博士（関根勤）に「3日ぐらい徹夜した城島みたい」と評された）
- 中井正広のブラックバラエティ（日本テレビ）
- 今日感テレビ（RKB毎日放送）

### テレビドラマ
- 連続テレビ小説「あすか」（NHK）

### 映画
- ありがとう（2006年秋公開）